# Partille Arena
Die Partille Arena ist eine Multifunktionsarena in der schwedischen Stadt Partille. Seit der Eröffnung ist die Halle Heimstätte des Handballclubs IK Sävehof.

## Geschichte
Nach dem Beschluss des Stadtrates im November 2012 eine neue Arena in der Stadt zu errichten, begannen die Bauarbeiten der Arena am 5. Dezember 2013. Im Sommer 2016 wurden diese dann abgeschlossen. Die Eröffnung fand am 16. September 2016 statt. Seither ist die Arena Heimat des Handballclubs IK Sävehof. Die alte Heimstätte des Clubs, die Partillebohallen, wurde im April 2017 abgerissen. Die neue Arena ersetzt zudem die Partillebohallen als Veranstaltungsort für Konzerte.

## Nutzung und Veranstaltungen
Die Arena umfasst insgesamt zwei Hallen, eine Kegelbahn, ein Fitnessstudio und ein großes Restaurant. Auch als Sporthalle der Schulen in Partille wird die Arena genutzt.
2019 fand dort der zweite Eurovision Choir statt.